# Sonata para violín n.º 24 (Mozart)
La Sonata para violín n.º 24 en fa mayor, K. 376/374d fue compuesta por Wolfgang Amadeus Mozart en 1781 en Viena, pocas semanas después de haberse instalado en la ciudad. La obra fue publicada como Opus 2 junto con las sonatas KV 296, KV 377, KV 378, KV 379 y KV 380. Su interpretación suele durar unos veinte minutos.

## Estructura
Consta de tres movimientos:
1. Allegro
2. Andante
3. Rondó